# Тополя-Мала
Тополя-Мала (пол. Topola Mała) — село в Польщі, у гміні Острув-Велькопольський Островського повіту Великопольського воєводства.
Населення — 1147 осіб (2011).

## Демографія
Демографічна структура станом на 31 березня 2011 року:
|          | Загалом | Допрацездатний вік | Працездатний вік | Постпрацездатний вік |
| -------- | ------- | ------------------ | ---------------- | -------------------- |
| Чоловіки | 558     | 122                | 373              | 63                   |
| Жінки    | 589     | 115                | 330              | 144                  |
| Разом    | 1147    | 237                | 703              | 207                  |